# بولي-ام في اي
بولي-ام في اي  (أو مركب معدني حمض ليبويك) (بالإنجليزية:Poly-MVA )هو مكمل غذائي تم إنشاؤه بواسطة ميريل غارنيت (1931-19) ، وهي طبيبة أسنان سابقة تحولت إلى متخصصة في الكيمياء حيوية. بولي -ام في اي (Poly-MVA)  هو علاج بديل غير فعال للسرطان.

## الوصف
تعني جملة (ام في اي (MVA)) : «معادن الفيتامينات والأحماض الأمينية».يحتوي  بولي-ام في اي (Poly-MVA) على حمض ليبويك، أسيتيل سيستايين، بالاديوم، فيتامينات ب، ومكونات أخرى. المادة عبارة عن سائل أحمر-بني يؤخذ عن طريق الفم. .في عام 2004، تم الإبلاغ عن عام كامل من امدادات بولي-ام في اي (Poly-MVA) بتكلفة 19،800 دولار أمريكي.اعتبارًا من عام 2019، يبدو أن التكلفة أثبحت تختلف وفقًا لوضع الفرد وجرعته.

## الطب البديل
يتم تعزيز بولي-ام في اي ( Poly-MVA)  بدعوى أنه يمكن أن يعالج مجموعة متنوعة من الأمراض البشرية بما في ذلك السرطان وفيروس نقص المناعة البشرية / الإيدز.  يتم دعم الجهد الترويجي من خلال شهادات العملاء ، ولكن لا يوجد دليل طبي على أن بولي-ام في اي( Poly-MVA)  يمنح أي فائدة صحية وبعض المخاوف من أنها قد تمنع فعالية علاجات السرطان السائدة إذا تم استخدامها في نفس الوقت.  في عام 2005، تم إدراج  بولي-ام في اي (Poly-MVA ) كواحد من علاجات السرطان البديلة غير الفعالة التي يتم بيعها من قبل العيادات المتجمعة في تيخوانا بالمكسيك وحولها.